# Hugo Franz Brachelli
Hugo Franz Brachelli, född 1834 i Brünn, Mähren, Kejsardömet Österrike (nu Brno i Tjeckien), död 3 oktober 1892, var en österrikisk statistiker.
Brachelli publicerade redan 1853 Die Staaten Europas. Vergleichende Statistik (andra upplagan 1867, femte upplagan utgiven av Franz von Juraschek 1903), vilket arbete gav honom anställning i den österrikiska statistiska byrån. År 1860 kallades han till e.o. och 1863 till ordinarie professor vid tekniska högskolan i Wien samt till medlem av statistiska centralkommittén. År 1872 fick han högsta ledningen av det nyss förut inrättade statistiska departementet i österrikiska handelsministeriet och utnämndes 1891, efter verkets omorganisation, till chef med titeln ministerialråd.
Brachelli utgav även bland annat Deutsche Staatenkunde (1856), Dreissig statistische Tabellen über alle Länder und Staaten der Erde (1862, tillägg 1867) och Statistische Skizze der europäischen Staaten (1873) samt lämnade värdefulla bidrag i Christian Gottfried Daniel Stein och Ferdinand Hörschelmanns "Handbuch der Geographie und Statistik" (1858-71).